# 艾则孜·木沙
艾则孜·木沙（維吾爾語：ئەزىزى مۇسا‎，拉丁维文：Eziz Musa，1963年2月—），生于新疆沙雅。中华人民共和国政治人物。1984年12月加入中国共产党。

## 生平
曾任中共阿克苏地委委员、统战部部长，2010年9月任中共新疆维吾尔自治区党委统战部副部长。2012年4月，任中共和田地委副书记、和田地区行署专员。2021年2月4日，补选为新疆维吾尔自治区政协副主席。
2013年，担任第十二届全国人民代表大会新疆地区代表。